# Szoraja
A Szoraja perzsa eredetű női név, jelentése: jó herceg.

## Gyakorisága
Az 1990-es években szórványos név, a 2000-es években nem szerepel a 100 leggyakoribb női név között.

## Névnapok
- július 20.[2]

## Híres Szoraják
- Szoraja iráni királyné